# Liris (Hautflügler)
Liris ist eine artenreiche Gattung der Grabwespen (Spheciformes) aus der Familie Crabronidae. Weltweit sind 314 Arten bekannt, deren Hauptverbreitungsgebiet die Tropen sind. Etwa 10 Arten sind im Mittelmeerraum, vor allem in Nordafrika, verbreitet; eine davon, Liris niger, tritt auch in Mitteleuropa auf. In Europa sind acht Arten verbreitet.

## Merkmale
Innerhalb der Gattung Liris gibt es große Unterschiede zwischen den Arten. Die Länge variiert zwischen 5 und 30 Millimetern. Die Gattung kann von der ähnlichen Gattung Larra meist nur bei den Weibchen unterschieden werden. Diese haben bei Liris matte, oft körnige oder runzelige und unpunktierte Seitenfelder am Propodeum. Bei Larra sind diese glatt, glänzend und punktiert. Der Hinterrand des Propodeums ist median nach hinten gewinkelt. Die Färbung ist bei fast allen Arten schwarz, einige haben rote Beine. Bei Liris fulvipes ist das Propodeum rot. Nur fünf Arten, nämlich L. braunsi, L. conspicuus, L. fulviventris, L. rubellus und L. rubricatus haben einen roten Gaster wie die Gattung Larra.

## Lebensweise
Das Verhalten der Gattung Liris bei der Brutfürsorge ist weiter entwickelt als bei den Arten der Gattung Larra. Die Beute besteht bei allen Arten fast ausschließlich aus Grillen der Familie der Echten Grillen, die mit einem Stich nur schwach betäubt werden. Die Weibchen fliegen oder tragen ihre betäubte Beute in ein eigenes Nest. Dabei packen sie die Beutetiere mit ihren bezahnten Mandibeln an den Fühlern. Die Niströhren bestehen gelegentlich nur aus einem bereits bestehenden Hohlraum, der erweitert und vertieft wird, oder es wird ein verlassenes Hautflüglernest verwendet. Bei Liris haemorrhoidalis wurde jedoch der Bau von manchmal über 2 Meter langen Gängen beobachtet. Die Grabwespe braucht dafür mehrere Wochen und arbeitet sowohl am Tag als auch in der Nacht. Am Ende des Ganges legt sie mehrere Verzweigungen an, die jede 2 bis 9 Zellen beinhalten können. Liris niger legt hingegen nur bis zu 9 Zentimeter lange Gänge an, an deren Ende sich oft nur eine Zelle befindet. Jede Brutzelle wird bei den Arten der Gattung Liris mit 2 bis 7 Grillen bestückt. Erst nachdem alle Zellen versorgt sind, wird der Gang mit Steinchen und Pflanzenmaterial verschlossen.

## Systematik
Die Gattung Liris steht innerhalb der Unterfamilie Crabroninae in der Tribus Larrini, Subtribus Larrina.

## Arten (Europa)
- Liris agilis (F. Smith 1856)
- Liris atratus (Spinola 1805)
- Liris festinans (F. Smith 1858)
- Liris haemorrhoidalis (Fabricius 1804)
- Liris inopinatus Beaumont 1961
- Liris niger (Fabricius 1775)
- Liris nigricans (Walker 1871)
- Liris opalipennis (Kohl 1898)

## Belege